# Criciúma Miners
Criciúma Miners es un equipo de fútbol americano, con sede en Criciúma, Santa Catarina. Fue fundada en 27 de noviembre de 2010 con el nombre Criciúma Slayers.
Al final de la temporada de 2013, el grupo director de la Asociación Criciumense de Fútbol Americano, órgano gestor del Criciúma Slayers, decidió ser necesaria mejorar la identificación del equipo con la ciudad y sus habitantes. Pronto, en diciembre, una campaña fue lanzada y el día 1 de enero de 2014, Criciúma reconoce y renombrea el actual Criciúma Miners.
Los Miners fueron campeones de la única edición de la Copa Santa Catarina, en 2012, y vicecampeones en la segunda edición de la Copa Sur, en 2013.